# ダイエー向ヶ丘店
ダイエー向ヶ丘店（ダイエーむこうがおかてん）は、かつて神奈川県川崎市多摩区登戸に所在したダイエーの大型店舗（ショッピングセンター）である。株式会社ダイエーが施設を所有・運営していた。店番号は0230。

## 歴史

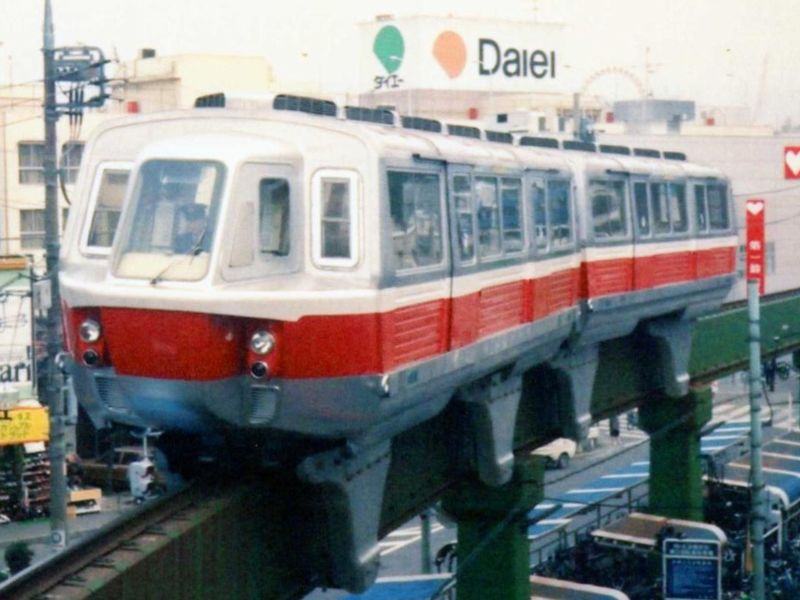
小田急向ヶ丘遊園モノレール線（2001年廃止）が近くを走っていた。
背景に2代目ロゴ時代のダイエー向ヶ丘店の看板が見える。

建物は地上4階・地下1階で、小田急小田原線の向ヶ丘遊園駅前（南口）に所在した。ダイエーの総合スーパー (GMS) と専門店テナントを備えたショッピングセンター (SC) として、半世紀の歴史を持つ店舗であった。
1970年（昭和45年）3月21日、岡田屋モアーズの傘下であったサンコーの店舗「サンコー向ヶ丘ショッピングワールド」として開業した。サンコーとダイエーの提携により、改装を施した上で1971年（昭和46年）にダイエーの店舗となり、1972年（昭和47年）9月10日にダイエーの直営店となった。
大規模小売店舗立地法（大店法）による川崎市への届出上のSC名称は「向ヶ丘ショッパーズプラザ」となっている。ダイエー直営店となった後しばらくは、店名はダイエーのSCブランド「ショッパーズプラザ」を用いて「向ヶ丘ショッパーズプラザ」を名乗っていた。その後は「向ヶ丘ショッパーズプラザ」の店名は使われず、閉店まで「ダイエー向ヶ丘店」の名称を使用していた。
1971年の開業以来、川崎市多摩区および同区から1982年に分区した麻生区を含む川崎市北部の小田急沿線地域で最大のショッピングセンターとして、地域社会の商業と住民の生活に多大な影響を及ぼしてきた。開業翌年の1972年4月1日には川崎市が政令指定都市へ移行し、行政区として多摩区が設置され、向ヶ丘遊園駅は多摩区役所の最寄り駅となった。向ヶ丘遊園駅は川崎市北部の行政中心地として、また小田急電鉄が運営していた遊園地・向ヶ丘遊園の最寄り駅として賑わった。駅から遊園地までのモノレールも運行され、店舗の近くを走っていた。

しかしその後、1974年6月1日には小田急多摩線開通に伴い麻生区に新百合ヶ丘駅が開業し、小田急電鉄主導により新百合ヶ丘駅周辺の都市開発が進められていく。1990年代初頭からは新百合ヶ丘駅周辺が商業地として急速に発展したことで、川崎市北部の商業の中心が新百合ヶ丘へ移り、商圏は縮小していった。
1990年代後半には、バブル崩壊と1995年に発生した阪神・淡路大震災の影響もあり、ダイエーの業績悪化が表面化した。向ヶ丘店は閉店を免れ、イオングループ入り後もダイエーブランドで営業を続けてきたが、2002年3月31日をもって向ヶ丘遊園が閉園し、駅の利用者数もJR南武線との乗換駅である隣の登戸駅の方が多くなった。閉店の直接の理由は建物の老朽化であるが、かつて川崎北部の拠点駅として栄えた向ヶ丘遊園駅の地位低下も背景にあった。2018年のダイヤ改正では向ヶ丘遊園駅は全特急列車通過駅へ格下げされるに至った。

### 閉店
2020年6月15日、ダイエーは同年9月30日限りでの向ヶ丘店の営業終了を告知した。閉店理由は建物の老朽化で、地域情報紙『タウンニュース 川崎・多摩版』によれば、土地と建物は同年2月に野村不動産に売却されている。閉店時点では今後についての具体的な発表はなかったものの、ダイエーは営業終了告知の中で「閉店」の表現は使わず「一時的に営業を終了」して「この地に再出店する方向で準備を進める」と述べていた。これに伴い、敷地内の別棟で営業していたコメダ珈琲店向ヶ丘遊園店も同日をもって閉店した。
閉店後の建物には仮囲いが施されていたが、2021年3月24日に「（仮称）向ヶ丘遊園商業施設計画」の看板が設置され、2022年12月1日着工予定、翌2023年11月30日に工事完了予定であることが発表された。また同日「（仮称）向ヶ丘遊園集合住宅計画」も発表され、敷地の一部は集合住宅が建設されることが明らかになった。計画によれば、店舗は3階建て、集合住宅は6階建てで、いずれも事業者は野村不動産、施工は長谷工コーポレーションである。これに伴い建物は解体され、新しい店舗と住宅が建設されることとなる。
2024年2月14日、新商業施設の名称が「クロス向ヶ丘」となり、同年4月5日に開業する事が発表された。核店舗としてダイエーが「イオンフードスタイル向ヶ丘店」（店番号：0898）として再出店し、合計14店舗が入居する。

## フロア構造
| 階  | フロア概要                                                             |
| --- | ---------------------------------------------------------------------- |
| RF  | 駐車場                                                                 |
| 3F  | 専門店のフロア                                                         |
| 2F  | 婦人服・紳士服・肌着・専門店のフロア                                   |
| 1F  | 食品・自転車コーナー・化粧品・くすり・専門店のフロア                   |
| B1F | 食品・日用品・インテリア・ペット用品・サービスカウンター・文具のフロア |

## 専門店

### 主なテナント
テナントとしてノジマやダイソーが入居し、建物外の別棟にはコメダ珈琲店が出店していた。かつては店内にドムドムハンバーガーと、コメダ珈琲店の場所にダイエー傘下時代のウェンディーズも出店しており、ダイエーグループのファストフードチェーンが両方とも出店していた時期があった。ダイソーが進出する以前には、ダイエーの「88円ショップ」コーナーがあり、100円ショップより安いことを売りにしていた。
またかつてはテナントとして新星堂が出店しており、1980年代のアイドルブームの頃は店舗前広場や屋上で新曲発表会が行われていた。多くの場合は見るだけであれば入場無料で、レコードを買うとレコードにサインしてもらえた。新人時代の松田聖子が出演したこともある。
- ダイエー
- ノジマ
- ダイソー
- コメダ珈琲店
- フジユキ
- モーリーファンタジー
- アイシティ

### かつて存在した主なテナント
- ウェンディーズ
- ドムドムハンバーガー
- レッドルースター
- ドーナツアーツ
- パレックス
- タカキュー
- フジベビー
- バッグのコジマ
- 白樺
- タローズハウス
- パシフィックスポーツ
- ラオックス
- スガキヤ
- スタジオアリス
- すみや
- アシーネ
- ゼノン
- らんらんらんど
- 新星堂
- キデイランド
- エル・ポヨ・ロコ

## ロケ地としての使用
当店はテレビ番組に多数登場している。
- 1971年に放送された『おひかえあそばせ』2話に、旧サンコーが運営していた「向ヶ丘ショッピングワールド」時代の当店がロケ地として登場している。
- 1979年に放送された『俺はあばれはっちゃく』のロケ地として当店が使用された。
- 1994年にダイエーのCMで当店が使用された。
- 2012年4月21日に放送された『出没!アド街ック天国』内で「向ヶ丘遊園」が紹介された際、30位中12位「ダイエー向ヶ丘店」で当店が紹介された[12]。